# Morten Tyldum
Morten Tyldum (Bergen, 19 de maig de 1967) és un director de cinema noruec. És conegut sobretot a la seva Noruega natal per dirigir la pel·lícula de suspens Headhunters (2011), basada en la novel·la de Jo Nesbø, i internacionalment per dirigir el drama històric The Imitation Game (Desxifrant l'Enigma) (2014), pel qual va ser nominat a l'Oscar al millor director, i al drama de ciència-ficció Passengers (2016).

## Primers anys
Tyldum va néixer a Bergen, Noruega. Es va educar a l'School of Visual Arts a Nova York. Originalment volia ser músic, però va abandonar l'ambició quan va entrar a l'escola de cinema.

## Carrera
Va tenir el seu debut al llargmetratge amb Buddy l'any 2003, una pel·lícula que va guanyar gran popularitat i elogis de la crítica. Anteriorment havia treballat en televisió, vídeos musicals, anuncis i curtmetratges. Havia estat nomenat Talent cinematogràfic de l'any pel diari Dagbladet l'any 1999.
Deprés de Buddy, el 2008 va rodar Varg Veum: Falne engler i el 2011 Headhunters (Hodejegerne). Headhunters es basa en la novel·la del 2008 amb el mateix nom escrita per Jo Nesbø. Es va convertir en la pel·lícula noruega més taquillera aquell any.
Va fer el seu debut en idioma anglès amb el drama històric The Imitation Game (Desxifrant l'Enigma), sobre la vida del matemàtic Alan Turing, protagonitzada per Benedict Cumberbatch. The Imitation Game (Desxifrant l'Enigma) es va convertir immediatament en un èxit internacional i va ser nominat a vuit Oscars als Premis Oscar de 2014, incloent-hi els de Millor pel·lícula i una nominació al Millor director pel mateix Tyldum.

## Vida personal
Tyldum vivia a Beverly Hills amb la seva dona Janne i el seu fill. També mantenien una casa a Noruega. Després de divorciar-se de la seva dona i la seva mort per suïcidi, es va traslladar a Oslo, Noruega, amb el seu fill.

## Filmografia
Llargmetratges
- Buddy (2003)
- Varg Veum: Falne engler (2008)
- Headhunters (2011)
- The Imitation Game (Desxifrant l'Enigma) (2014)
- Passengers (2016)

Curtmetratges
| Any  | Títol        | Notes                            |
| ---- | ------------ | -------------------------------- |
| 1996 | Lorenzo      |                                  |
| 2000 | Fort Forever |                                  |
| 2002 | H            | Segment de Folk flest bor i Kina |

Televisió
| Any       | Títol                       | Director | Productor executiu | Notes                  |
| --------- | --------------------------- | -------- | ------------------ | ---------------------- |
| 1991      | U - rett og slett           | Sí       | No                 |                        |
| 1992      | U - Verden                  | Sí       | No                 |                        |
| 1992-1994 | U                           | Sí       | No                 | 19 episodis            |
| 1993      | U - Vår Vår                 | Sí       | No                 | 2 episodis             |
| 1994      | U - Musikk                  | Sí       | No                 | minisèrie              |
| 1994      | U-natt                      | Sí       | No                 | 1 episodi              |
| 1994      | U - Åtte & 1/2              | Sí       | No                 | 8 episodis             |
| 1996      | En mann må gjøre det han må | Sí       | No                 | telefilm               |
| 2017      | Counterpart                 | Sí       | Sí                 | episodi "The Crossing" |
| 2018      | Jack Ryan                   | Sí       | Sí                 | episodi "Pilot"        |
| 2020      | Defending Jacob             | Sí       | Sí                 | minisèrie              |
| 2023      | Silo                        | Sí       | Sí                 | 3 episodis             |

## Premis i nominacions
| Ant  | Premi | Títol                                    | Resultat  |
| ---- | --- | ---------------------------------------- | --------- |
| 2002 | Festival Internacional de Cinema de Mannheim-Heidelberg - Premi Especial                                 | Buddy                                    | Guanyador |
| 2002 | Festival Internacional de Cinema de Mannheim-Heidelberg – Premi FIPRESCI                                 | Buddy                                    | Guanyador |
| 2002 | Festival Internacional de Cinema de Mannheim-Heidelberg – Premi del Cinema Independent                   | Buddy                                    | Guanyador |
| 2003 | Festival Internacional de Cinema de Varsòvia - Premi del públic                                          | Buddy                                    | Guanyador |
| 2003 | Festival Internacional de Cinema de Noruega – Premi del Públic                                           | Buddy                                    | Guanyador |
| 2003 | Festival Internacional de Cinema de Noruega – Pel·lícula més agradable                                   | Buddy                                    | Guanyador |
| 2003 | Festival Internacional de Cinema de Kíev "Molodist" – Premi a la millor pel·lícula                       | Buddy                                    | Nominat   |
| 2003 | Festival Internacional de Cinema de Bratislava - Grand Prix                                              | Buddy                                    | Nominat   |
| 2003 | Premis Amanda, Noruega – Millor nouvingut nòrdic                                                         | Buddy                                    | Nominat   |
| 2004 | Festival Internacional de Cinema de Sofia - Grand Prix                                                   | Buddy                                    | Guanyador |
| 2004 | Premis Amanda, Noruega – Millor pel·lícula                                                               | Buddy                                    | Guanyador |
| 2008 | Premis Amanda, Noruega – Millor director                                                                 | Varg Veum: Falne engler                  | Guanyador |
| 2011 | Festival de Cinema de Philadelphia - Premi del Públic                                                    | Headhunters                              | Guanyador |
| 2012 | 25ns Premis del Cinema Europeu - Premi del Públic                                                        | Headhunters                              | Nominat   |
| 2012 | Premis Amanda, Noruega – Premi del Públic                                                                | Headhunters                              | Guanyador |
| 2013 | 66ns Premis BAFTA – Millor pel·lícula estrangera                                                         | Headhunters                              | Nominat   |
| 2014 | Hollywood Film Awards - Best Director                                                                    | The Imitation Game (Desxifrant l'Enigma) | Guanyador |
| 2015 | AACTA International Awards – Millor director                                                             | The Imitation Game (Desxifrant l'Enigma) | Nominat   |
| 2015 | Premis del Sindicat de Directors dels Estats Units - Assoliment destacat com a director al llargmetratge | The Imitation Game (Desxifrant l'Enigma) | Nominat   |
| 2015 | Oscar al millor director                                                                                 | The Imitation Game (Desxifrant l'Enigma) | Nominat   |